# Rudrini
Rudrini è una tribù di ragni appartenente alla Sottofamiglia Dendryphantinae della Famiglia Salticidae dell'Ordine Araneae della Classe Arachnida.

## Distribuzione
I cinque generi oggi noti di questa tribù sono diffusi principalmente nelle Americhe; il solo genere Pseudomaevia, composto da due specie, è endemico della Polinesia.

## Tassonomia
A maggio 2010, gli aracnologi riconoscono cinque generi appartenenti a questa tribù:
- Mabellina Chickering, 1946 — Panama (1 specie)
- Nagaina Peckham & Peckham, 1896 — dall'America meridionale al Messico (6 specie)
- Poultonella Peckham & Peckham, 1909 — USA (2 specie)
- Pseudomaevia Rainbow, 1920 — Polinesia (2 specie)
- Rudra Peckham & Peckham, 1885 — dall'America meridionale al Guatemala (10 specie)